# 养正堂
29°46′15.95″N 121°20′58.11″E / 29.7710972°N 121.3494750°E
养正堂，又称绍文堂、朱氏宗祠，因曾办过养正小学堂而得名，位于中国浙江省宁波市海曙区鄞江镇它山堰村养正路，清代至民国建筑，现存建筑前进为民国建筑，后殿为清代建筑，建筑坐南朝北，中轴线上有由门楼、前进、东西厢、后殿，门楼为石库门，2010年9月公布为鄞州区文物保护单位，2018年12月28日因行政区划调整公布为海曙区文物保护单位。